# Энчантед-Рок
Энчантед-Рок (англ. Enchanted Rock) — огромный розовый гранитный батолит, который находится в 27 километрах к северу от города Фредериксберга в штате Техас, США. Энчантед-Рок и земли около него входят в состав природного заповедника Энчантед-Рок, который охватывает земли на границе округов Гиллеспи и Ллано и находится на юге от реки Ллано. Батолит занимает площадь около 260 га и является одним из крупнейших гранитных батолитов в США. Природный заповедник Энчантед-Рок занимает площадь около 665 гектаров.

## История
Археологи утверждают, что первые восхождения человека на Энчантед-Рок были около 11000 лет назад.
Согласно книге под названиемThe Enchanted Rock, которая была опубликована Ирой Кеннеди в 1999, на батолите были найдены наконечники копий возраст которых был оценён в 11-12 тысяч лет.

## Заповедник Энчантед-Рок
Был основан в 1971 году.

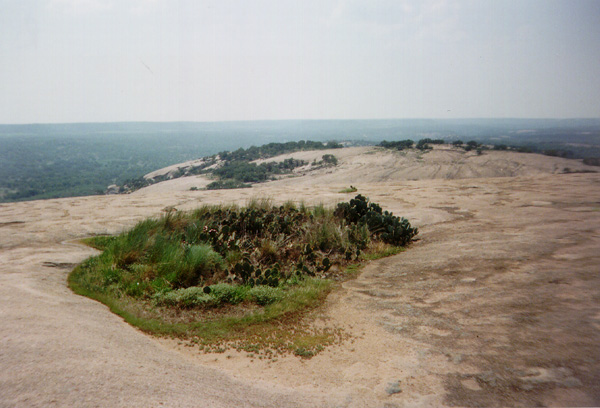
Вершина Энчантед-Рок в 1998 году

В заповеднике можно заняться альпинизмом, примитивным кемпингом и скалолазанием. Самый популярный пешеходный маршрут называется Summit Trail.
Каждый год в заповеднике проходит соревнование по скалолазанию, средства собранные на котором идут на благоустройство заповедника.
На территории заповедника растёт более 500 видов растений.
Также там водится большое количество птиц, среди которых можно увидеть дикую индейку, калифорнийскую земляную кукушку, золотолобого меланерпеса, рыжешапочную аимофилу, американского белогорлого козодоя и многих других.